# Edward James McShane
Edward James McShane   (Nova Orleans, 10 de maig de 1904 - Charlottesville, 1 de juny de 1989) va ser un matemàtic estatunidenc.
Nascut a Nova Orleans, "Jimmy" McShane es vagraduar el 1927 a la universitat Tulane de la seva ciutat natal, i el 1928 va ingressar a la universitat de Chicago en la qual va obtenir el doctorat amb una tesi de càlcul de variacions dirigida per Gilbert Bliss el 1930. Després de breus estades a les universitat de Princeton, Wichita State, Harvard, Chicago i Göttingen, va acceptar una plaça docent a la universitat de Virgínia a Charlottesville el 1935 i on va fer tota la seca carrera acadèmica fins que va passar a ser professor emèrit el 1974. Excepcionalment, i només durant uns anys de la Segona Guerra Mundial (1942-1945), va dirigir el laboratori militar de recerca balística d'Aberdeen (Maryland). Fruit del treball d'aquests anys va ser el seu llibre Exterior Ballistics (1953), escrit conjuntament amb John L. Kelley i Franklin Reno, que es considera el llibre definitiu sobre el tema. A més de la balística, les seves àrees de recerca van ser el càlcul de variacions, la teoria de la integració (sobre la qual va publicar tres llibres) i els models estocàstics (un altre llibre). També va publicar una vintena d'articles científics sobre aquests temes. McShane va ser president de la Mathematical Association of America entre 1953-1954 i president de la Societat Americana de Matemàtiques entre 1959-1960.